# Departamento Veinticinco de Mayo (Río Negro)
25 de Mayo es un departamento ubicado en el sur de la provincia de Río Negro, Argentina, siendo una de las 13 unidades departamentales de la provincia. La capital del Departamento es Maquinchao, mientras que la ciudad de Ingeniero Jacobacci es la más poblada y relevante en la región.

## Superficie
El departamento tiene una superficie de 27.106 km² , lo que lo convierte en el más extenso de la provincia. Es, además, mayor que toda la provincia de Tucumán (22.524 km²) y ligeramente inferior que la de Misiones (29.801 km²). A pesar de ello, representa sólo el 12,6 % de la superficie de la provincia. Comparado con países, su superficie es mayor a la de Ruanda, en África

## Límites
Limita al norte con el Departamento El Cuy, al este con el Departamento Nueve de Julio, al sur con la provincia de Chubut, y al oeste con el Departamento Ñorquincó.

## Población
Según el censo del INDEC 2010 tenía 15.743 hab. 
El censo argentino de 2022 reportó 16 718 habitantes.Esto representó un crecimiento del 6.2%

## Organización administrativa
Los departamentos rionegrinos tienen un mero fin estadístico-censal, por lo que la administración de las localidades es llevada a cabo por municipios y comisiones de fomento. Dentro del Departamento se encuentran organizados tres municipios (Ingeniero Jacobacci, Los Menucos y Maquinchao), cuyas autoridades son elegidas mediante elecciones, y cinco Comisiones de Fomento (Aguada de Guerra, Clemente Onelli, Colán Conhue, El Caín y Pilquiniyeu, etc), cuyas autoridades son determinadas por el gobierno provincial.

## Localidades
- Aguada de Guerra
- Clemente Onelli
- Colán Conhué
- El Caín
- Ingeniero Jacobacci
- Los Menucos
- Maquinchao
- Pilquiniyeu

### Parajes
- San Antonio del Cuy
- Paraje Yuquiche
- Barril Niyeo
- Corral Choique
- Llama Niyeo
- Mina Santa Teresita